# Alice Morrissey
Mary Alice Morrissey, geborene Connolly (* vermutlich 1868 in Liverpool, Lancashire; † 1912 in West Derby, Liverpool), war eine englisch-britische, katholische Sozialistenführerin und Suffragette.

## Leben
Morrissey hatte einen Bruder, der katholischer Priester wurde. Sie heiratete 1891 in Toxteth, Liverpool, John Wolfe Tone Morrissey,S. 403 f. der für die Independent Labour Party zum ersten sozialistischen Stadtrat von Liverpool gewählt wurde. Beide hatten ein öffentliches politisches Profil und arbeiteten bis zu ihrem plötzlichen Tod im Jahr 1912 zusammen, sowohl auf lokaler als auch auf nationaler Ebene. Morrissey war auch auf eigene Faust tätig, als Zweigstellenleiterin politischer Organisationen in Merseyside und als Poor Law Guardian im Rahmen der Armenversorgung. Morrissey gründete den Liverpooler Zweig der Women’s Social and Political Union (WSPU) und wurde zweimal wegen Suffragetten-Aktivismus inhaftiert.
Morrissey war wie ihr Mann Mitglied in der Independent Labour Party (ILP), sie war eine gläubige und aktive Katholikin und sie schloss sich auch der Bewegung für das Frauenwahlrecht an, zunächst 1904 in der Liverpool Women's Suffrage Society, einem Zweig der National Union of Women’s Suffrage Societies. Morrissey verließ diese Gesellschaft zusammen mit Alice Stewart Ker aber bald wieder, da sie sie als undemokratisch und klassengeleitet ansah. Morrissey kritisierte unverblümt das Fehlen einer Kampagne, die Frauen in allen Teilen der Stadt aufklären sollte, um sie für das Wahlrecht fit zu machen.S. 200 Morrissey wurde zu einer militanten Suffragettenführerin und gründete den Liverpooler Zweig der Women’s Social and Political Union (WSPU), der Suffragetten. Morrissey galt als Freundin der WSPU-Führerinnen Emmeline Pankhurst und Hannah Mitchell. Ihr öffentliches Profil konzentrierte sich auf ihre Rolle in der lokalen Arbeiterbewegung, aber das Parteiorgan The Labour Leader lobte in einer Artikelserie in den frühen 1900er Jahren nicht ihren sozialistischen Eifer oder die Stärke ihres Plädoyers für das Frauenwahlrecht, sondern ihre Fürsorge für die „leiblichen Genüsse“ für potenzielle und aktive Mitglieder bei den sonntäglichen Socialist Socials.S. 323
1906 gehörte Morrissey zu den Frauen, die während einer Rede des damaligen liberalen Premierministers Henry Campbell-Bannerman vor rund 6.000 Zuhörern in der Sun Hall mit Zwischenrufen protestierten. Morrissey und Patricia Woodlock hielten große Versammlungen unter freiem Himmel ab, wurden aber seltener zu den eher elitären Diskussionen der WSPU-Frauen aus der Mittelschicht in den Salons eingeladen. Obwohl sowohl die Wahlrechtsorganisationen als auch die politischen Parteien von einer Doppelmitgliedschaft aufgrund gegensätzlicher politischer Perspektiven abrieten, waren sozialer Aktivismus und Suffragetten-Aktivismus für Morrissey gleichermaßen wichtig. Sie fungierte als Zweigsekretärin (1907–1908) der ILP und erste weibliche Delegierte im Liverpooler Labour Representative Committee. Morrissey war eine starke Wahlkämpferin für den  ILP-Kandidaten bei den Nachwahlen für den Wahlkreis Liverpool-Kirkdale im September 1907. Morrissey sprach zusammen mit anderen sozialistischen Frauen wie Mary Bamber auf öffentlichen Versammlungen der ILP und wurde in The Labour Leader, dass sie nicht wie andere Mitglieder der WSPU Distanz zu den ILP-Kandidaten hielt, die doch eigentlich Verbündete für das Anliegen der Frauenrechte wären. In Liverpool hielten die beiden Bewegungen manchmal gemeinsame Protestveranstaltungen ab, und ihre lokalen Führungen schienen das Recht der einzelnen Frauen anzuerkennen, ihre Meinung für beide Anliegen zu vertreten. Morrissey leitete ILP-Treffen mit anderen wie Emma Hillier, Hattie Mahood und Patricia Woodlock, um sozialistische Unterstützung für das Frauenwahlrecht aufzubauen, aber die Frauen hatten in der ILP im Vergleich zur WSPU nicht die Macht, ihre Aktivitäten selbst zu steuern.S. 323 Die Suffragettenbewegung erkannte Morrisseys Rolle als „Agitatorin, Rednerin, Organisatorin und aufgrund von zwei Gefängnisstrafen als Märtyrerin“ dagegen an. Als Ada Flatman die Liverpooler WSPU Ende 1910 nach Meinungsverschiedenheiten über die Taktik überraschend verließ, meldete sich Morrissey freiwillig als Interims-Sekretärin und Organisatorin. Morrissey wurde 1911 auch Bezirkssekretärin der Women's Cooperative Guild (WCG).S. 404 Noch kurz vor ihrem plötzlichen Tod im Jahr 1912 tourten Morrissey und ihr Ehemann für die ILP-Propaganda durch Südengland.
Die katholische Kirche bezog anfangs keine politische Position zum Frauenwahlrecht, vielmehr äußerten ihre geistlichen Führer Bedenken über die Auswirkungen des politischen Engagements auf die Rolle der Frauen in der Zivilgesellschaft. So sagte beispielsweise Kardinal Manning, der Erzbischof von Westminster, er hoffe, „die englische Frauenschaft werde durch eine strenge moralische Verweigerung der Unbescheidenheit widerstehen, die die Frauen aus ihrem privaten Leben der Würde in die öffentlichen Konflikte der Männer drängen würde“. Sein Nachfolger, Kardinal Vaughan, war offener für Veränderungen und soll gesagt haben: „Ich glaube, dass die Ausdehnung des Wahlrechts auf Frauen unter den gleichen Bedingungen, wie sie für Männer gelten, eine gerechte und nützliche Maßnahme wäre, die den Kurs der nationalen Gesetzgebung eher heben als senken würde“. Morrissey gehörte eindeutig zu den Katholiken, die mit dem liberaleren Ansatz einverstanden waren, und wurde in ihren Gefängniserfahrungen trotzdem als prinzipientreu angesehen, wie in der katholischen Presse berichtet wurde: Morrissey und die ebenfalls katholische WSPU-Führerin Patricia Woodlock waren im März 1907 wegen Suffragetten-Aktivismus inhaftiert worden. Nach ihrer Freilassung aus dem Holloway Prison wurde Morrissey unter dem Titel Catholic Suffragist Released im Catholic Herald vom 5. April 1907 mit den Worten beschrieben: „Sie war durch ihre jüngsten Erfahrungen so wenig abgeschreckt, dass sie hoffte, sie würden nicht eher ruhen, bis sie 76 Frauen aus jeder größeren Stadt im Lande hätten.“ Und dieselbe Publikation druckte einen Brief Morrisseys aus dem Gefängnis in einem Artikel Votes for Women am 26. April 1907 ab, in dem sie schrieb, dass keine Nation frei sei, solange ihre Frauen in „politischem Schweigen“ lebten, und hinzufügte: „Die Geschichte lehrt uns, dass wir nur dann befreit werden, wenn einige Menschen Opfer bringen.“
Zu weiteren katholischen Aktivistinnen vor Ort gehörten Florence Barry, die Tochter eines persisch-österreichischen Kaufmanns,S. 287 Bertha Quinn, eine Textilarbeiterin aus Leeds, Violet Bryant, eine Krankenschwester aus Newcastle, und sogar eine Augustinernonne, Mater Mary Frances von der St Augustine's Priory School in Ealing, die sich an ein Geländer kettete, Fensterscheiben einschlug und inhaftiert wurde. Andere katholische Frauen führten eher Debatten und Diskussionen, wie die Dichterin Alice Meynell, Elisabeth Christitch, eine irische Serbin, oder Leonara De Alberti, die Herausgeberin des Catholic Suffragist wurde und 1911 mit St. Joan's International Alliance die erste katholische Frauenwahlrechtsorganisation gründete. Trotz der zu anderen Themen erheblichen Differenzen zwischen Katholiken und Protestanten, gab es diese in der WSPU nicht.